# 宮坂宷二
宮坂 宷二（みやさか しんじ、1888年(明治21年)10月 - 1949年(昭和24年)）は、日本の囲碁棋士。富山県出身、本因坊秀哉門下、日本棋院などに所属、六段。満州に渡り、満州棋院を設立した。

## 経歴
氷見郡速川村に生まれる。12歳の時に碁を覚え、のち金沢市の上木二段に学び、17歳から各地を漫遊した。碁石村役場に勤めていた19歳の時に、金沢に来訪した田村保寿（本因坊秀哉）に指導を受け、翌1907年に上京して田村の内弟子となる。宮坂は田村の最初の内弟子で、後に弟子入りした福田正義、小岸壮二、村島義勝、前田陳爾らの筆頭格だった。
1913年（大正2年）に二段、14年に三段、18年四段となり、花形棋士として活躍。1920年から21年にかけて、萬朝報勝継碁戦で11連勝。1921年五段。1923年の中央棋院設立に師の秀哉とともに参加、坊社分離では秀哉と行動をともにし、1924年の日本棋院設立に参加、その後六段。棋正社との院社対抗戦では2人抜きする。1927年に大手合で東西対抗戦が開始されると、東軍の副主将格として活躍。高段者優勝戦で8人抜き。秀哉引退翌年の1938年に満州に渡り、39年に新京に満州棋院を設立。日本棋院はこれを傘下組織としようとするが、宮坂は従わず両者は対立し、日本棋院は1943年に福田正義を責任者として、日本棋院満州別院を設立した。
敗戦後は伊豆下田に引き揚げ、日本棋院にも復帰せずに、囲碁教授と、夫人の生け花教授で生計を立てた。1949年秋に死去。弟弟子の前田陳爾が墓碑を記した。棋風は、二線のハネツギを素早く打ってしまう碁だったという。

## 主な棋歴
- 萬朝報東西選手勝継手合 11人抜き（1920-21年、○瀬越憲作、○岩佐銈、○中川亀三郎、○加藤信、○小野田千代太郎、○長野敬次郎、○瀬越、○岩佐、○中川、○加藤、○岩本薫、×小野田）
- 院社対抗戦（1925年）2-1（○野沢竹朝、○高部道平、×雁金準一）